# Oxaziny

8 izomerů oxazinu

Oxaziny jsou heterocyklické sloučeniny s šestičlenným cyklem se dvěma dvojnými vazbami, ve kterém se nachází po jednom atomu kyslíku a dusíku. Existují v celkem osmi izomerech, které se liší vzájemnou polohou heteroatomů a dvojných vazeb.
Deriváty těchto sloučenin se rovněž nazývají oxaziny, patří k nim mimo jiné fosfamid a morfolin (tetrahydro-1,4-oxazin). Dihydro-1,3-oxazin se používá při Meyersově syntéze aldehydů. Fluorescenční barviva jako nilská červeň a nilská modř mají ve svých molekulách aromatický benzofenoxazin. K oxazinům vyskytujícím se v přírodě patří cinnabarin a kyselina cinnabarová, které vznikají biodegradací aminokyseliny tryptofanu.

## Dioxaziny
Dioxaziny jsou pentacyklické sloučeniny, obsahující dvě oxazinové jednotky. Příkladem takové látky je barvivo pigmentová violeť 23.

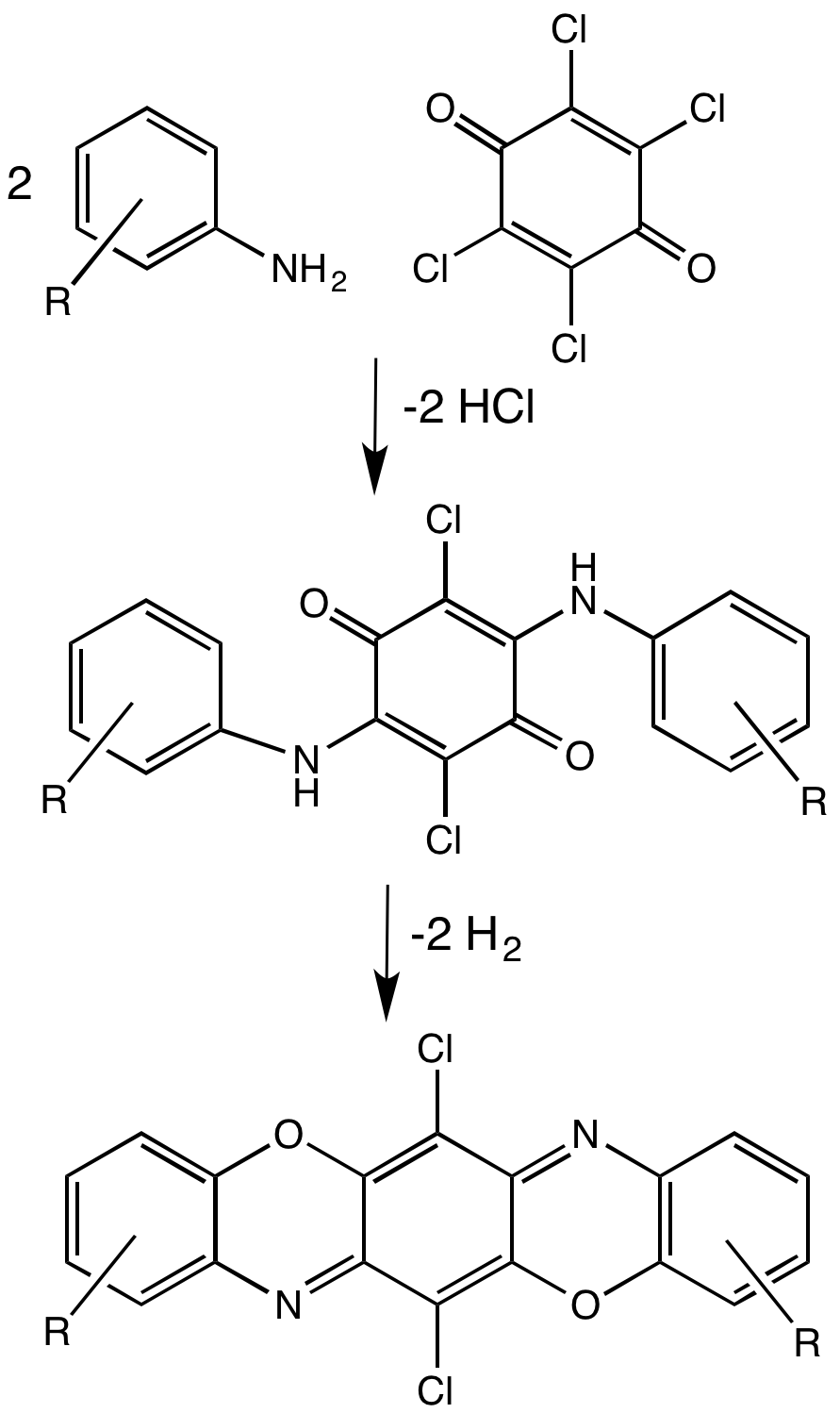
Výroba dioxazinových barviv

## Benzoxaziny

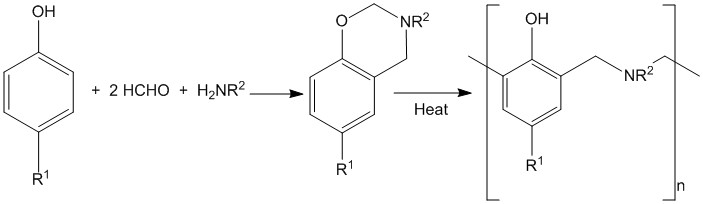
Výroba benzoxazinových pryskyřic, jejich struktura a příčina ochranných vlastností

Benzoxaziny se získávají reakcí fenolů, formaldehydu a primárních aminů při teplotách okolo 200 °C, přičemž dochází k polymerizaci za vzniku zesíťované struktury polybenzoxazinů. Takto vytvořené kompozitní materiály se používají v případech, kdy je potřeba vyšší odolnost vůči mechanickému zatížení a ohni, než jakou mají epoxidové a fenolové pryskyřice.

## Obrázky

Morfolin
Fenoxazin
Pigmentová violeť 23